# Tour of Guangxi 2023
Il Tour of Guangxi 2023, quarta edizione della corsa, valevole come ultima prova dell'UCI World Tour 2023 categoria 2.UWT, si svolse in sei tappe dal 12 al 17 ottobre 2023 su un percorso di 958,8 km, con partenza da Beihai e arrivo a Guilin, in Cina. La vittoria fu appannaggio dell'olandese Milan Vader, che completò il percorso in 21h17'17", alla media di 45,039 km/h, precedendo il francese Rémy Rochas e il britannico Ethan Hayter.
Al traguardo di Guilin 109 ciclisti, su 114 partiti da Beihai, portarono a termine la competizione.

## Tappe
| Tappa  | Data       | Percorso          | km    | Vincitore di tappa    | Leader cl. generale |
| ------ | ---------- | ----------------- | ----- | --------------------- | ------------------- |
| 1ª     | 12 ottobre | Beihai > Beihai   | 135,6 | Elia Viviani          | Elia Viviani        |
| 2ª     | 13 ottobre | Beihai > Qinzhou  | 149,6 | Jonathan Milan        | Jonathan Milan      |
| 3ª     | 14 ottobre | Nanning > Nanning | 134,3 | Olav Kooij            | Dries De Bondt      |
| 4ª     | 15 ottobre | Nanning > Nongla  | 161,4 | Milan Vader           | Milan Vader         |
| 5ª     | 16 ottobre | Liuzhou > Guilin  | 209,6 | Juan Sebastián Molano | Milan Vader         |
| 6ª     | 17 ottobre | Guilin > Guilin   | 168,3 | Olav Kooij            | Milan Vader         |
| Totale | Totale     | Totale            | 911,4 |                       |                     |

## Squadre e corridori partecipanti
| N.    | Cod. | Squadra                  |
| ----- | ---- | ------------------------ |
| 1-7   | MOV  | Movistar Team            |
| 11-17 | ADC  | Alpecin-Deceuninck       |
| 21-27 | TBV  | Bahrain Victorious       |
| 31-37 | BOH  | Bora-Hansgrohe           |
| 41-47 | COF  | Cofidis                  |
| 51-57 | EFE  | EF Education-EasyPost    |
| 61-67 | IGD  | Ineos Grenadiers         |
| 71-77 | ICW  | Intermarché-Circus-Wanty |
| 81-87 | TJV  | Jumbo-Visma              |

| N.      | Cod. | Squadra                |
| ------- | ---- | ---------------------- |
| 91-97   | LTTK | Lidl-Trek              |
| 101-107 | ARK  | Team Arkéa-Samsic      |
| 111-117 | DSM  | Team DSM-Firmenich     |
| 121-127 | JAY  | Team Jayco AlUla       |
| 131-137 | UAD  | UAE Team Emirates      |
| 141-146 | IPT  | Israel-Premier Tech    |
| 151-157 | LTD  | Lotto Dstny            |
| 161-166 | TUD  | Tudor Pro Cycling Team |
| 171-175 | CHN  | Cina                   |

## Dettagli delle tappe

### 1ª tappa
- 12 ottobre: Beihai > Beihai – 135,6 km

Risultati
| Pos. | Corridore      | Squadra | Tempo    |
| ---- | -------------- | ------- | -------- |
| 1    | Elia Viviani   | Ineos   | 3h01'56" |
| 2    | Jonathan Milan | Bahrain | s.t.     |
| 3    | Sam Bennett    | Bora    | s.t.     |

| Pos. | Corridore      | Squadra | Tempo    |
| ---- | -------------- | ------- | -------- |
| 1    | Elia Viviani   | Ineos   | 3h01'46" |
| 2    | Jonathan Milan | Bahrain | a 4"     |
| 3    | Dries De Bondt | Alpecin | s.t.     |

### 2ª tappa
- 13 ottobre: Beihai > Qinzhou – 149,6 km

Risultati
| Pos. | Corridore             | Squadra | Tempo    |
| ---- | --------------------- | ------- | -------- |
| 1    | Jonathan Milan        | Bahrain | 3h15'53" |
| 2    | Arvid De Kleijn       | Tudor   | s.t.     |
| 3    | Juan Sebastián Molano | UAE     | s.t.     |

| Pos. | Corridore      | Squadra | Tempo    |
| ---- | -------------- | ------- | -------- |
| 1    | Jonathan Milan | Bahrain | 6h17'33" |
| 2    | Dries De Bondt | Alpecin | a 4"     |
| 3    | Elia Viviani   | Ineos   | a 6"     |

### 3ª tappa
- 14 ottobre: Nanning > Nanning – 134,3 km

Risultati
| Pos. | Corridore           | Squadra | Tempo    |
| ---- | ------------------- | ------- | -------- |
| 1    | Olav Kooij          | Jumbo   | 3h04'09" |
| 2    | Rick Pluimers       | Tudor   | s.t.     |
| 3    | Marijn van den Berg | EF      | s.t.     |

| Pos. | Corridore      | Squadra | Tempo    |
| ---- | -------------- | ------- | -------- |
| 1    | Dries De Bondt | Alpecin | 9h21'40" |
| 2    | Jonathan Milan | Bahrain | a 2"     |
| 3    | Olav Kooij     | Jumbo   | a 8"     |

### 4ª tappa
- 15 ottobre: Nanning > Nongla – 161,4 km

Risultati
| Pos. | Corridore   | Squadra | Tempo    |
| ---- | ----------- | ------- | -------- |
| 1    | Milan Vader | Jumbo   | 3h43'45" |
| 2    | Rémy Rochas | Cofidis | a 2"     |
| 3    | Hugh Carthy | EF      | a 8"     |

| Pos. | Corridore   | Squadra | Tempo     |
| ---- | ----------- | ------- | --------- |
| 1    | Milan Vader | Jumbo   | 13h05'33" |
| 2    | Rémy Rochas | Cofidis | a 6"      |
| 3    | Hugh Carthy | EF      | a 14"     |

### 5ª tappa
- 16 ottobre: Liuzhou > Guilin – 209,6 km

Risultati
| Pos. | Corridore             | Squadra | Tempo    |
| ---- | --------------------- | ------- | -------- |
| 1    | Juan Sebastián Molano | UAE     | 4h36'54" |
| 2    | Olav Kooij            | Jumbo   | s.t.     |
| 3    | Tobias Lund Andresen  | DSM     | s.t.     |

| Pos. | Corridore   | Squadra | Tempo     |
| ---- | ----------- | ------- | --------- |
| 1    | Milan Vader | Jumbo   | 17h42'27" |
| 2    | Rémy Rochas | Cofidis | a 6"      |
| 3    | Hugh Carthy | EF      | a 14"     |

### 6ª tappa
- 17 ottobre: Guilin > Guilin – 168,3 km

Risultati
| Pos. | Corridore             | Squadra | Tempo    |
| ---- | --------------------- | ------- | -------- |
| 1    | Olav Kooij            | Jumbo   | 3h34'50" |
| 2    | Juan Sebastián Molano | UAE     | s.t.     |
| 3    | Ethan Hayter          | Ineos   | s.t.     |

| Pos. | Corridore    | Squadra | Tempo     |
| ---- | ------------ | ------- | --------- |
| 1    | Milan Vader  | Jumbo   | 21h17'17" |
| 2    | Rémy Rochas  | Cofidis | a 6"      |
| 3    | Ethan Hayter | Ineos   | a 11"     |

## Evoluzione delle classifiche
| Tappa              | Vincitore             | Classifica generale Maglia rossa | Classifica a punti Maglia blu | Classifica scalatori Maglia a pois blu | Classifica giovani Maglia bianca | Classifica a squadre |
| ------------------ | --------------------- | -------------------------------- | ----------------------------- | -------------------------------------- | -------------------------------- | -------------------- |
| 1ª                 | Elia Viviani          | Elia Viviani                     | Elia Viviani                  | Frederik Wandahl                       | Jonathan Milan                   | Alpecin-Deceuninck   |
| 2ª                 | Jonathan Milan        | Jonathan Milan                   | Jonathan Milan                | Frederik Wandahl                       | Jonathan Milan                   | Ineos Grenadiers     |
| 3ª                 | Olav Kooij            | Dries De Bondt                   | Dries De Bondt                | Frederik Wandahl                       | Jonathan Milan                   | Ineos Grenadiers     |
| 4ª                 | Milan Vader           | Milan Vader                      | Dries De Bondt                | Frederik Wandahl                       | Louis Barré                      | Cofidis              |
| 5ª                 | Juan Sebastián Molano | Milan Vader                      | Dries De Bondt                | Frederik Wandahl                       | Louis Barré                      | Cofidis              |
| 6ª                 | Olav Kooij            | Milan Vader                      | Dries De Bondt                | Frederik Wandahl                       | Ethan Hayter                     | Cofidis              |
| Classifiche finali | Classifiche finali    | Milan Vader                      | Dries De Bondt                | Frederik Wandahl                       | Ethan Hayter                     | Cofidis              |

Maglie indossate da altri ciclisti in caso di due o più maglie vinte
- Nella 2ª tappa Dries De Bondt ha indossato la maglia blu al posto di Elia Viviani.
- Nella 3ª tappa Dries De Bondt ha indossato la maglia blu al posto di Jonathan Milan e Jens Reynders ha indossato quella bianca al posto di Jonathan Milan.
- Nella 4ª tappa Jonathan Milan ha indossato la maglia blu al posto di Dries De Bondt.

## Classifiche finali

### Classifica generale - Maglia rossa
| Pos. | Corridore           | Squadra     | Tempo     |
| ---- | ------------------- | ----------- | --------- |
| 1    | Milan Vader         | Jumbo       | 21h17'17" |
| 2    | Rémy Rochas         | Cofidis     | a 6"      |
| 3    | Ethan Hayter        | Ineos       | a 11"     |
| 4    | Hugh Carthy         | EF          | a 14"     |
| 5    | Tim Wellens         | UAE         | a 16"     |
| 6    | Louis Barré         | Arkéa       | s.t.      |
| 7    | Matteo Jorgenson    | Movistar    | a 18"     |
| 8    | Jesús David Peña    | Jayco       | s.t.      |
| 9    | Felix Großschartner | UAE         | s.t.      |
| 10   | Sylvain Moniquet    | Lotto Dstny | s.t.      |

### Classifica a punti - Maglia blu
| Pos. | Corridore             | Squadra | Punti |
| ---- | --------------------- | ------- | ----- |
| 1    | Dries De Bondt        | Alpecin | 58    |
| 2    | Olav Kooij            | Jumbo   | 50    |
| 3    | Jonathan Milan        | Bahrain | 34    |
| 4    | Jens Reynders         | Israel  | 30    |
| 5    | Juan Sebastián Molano | UAE     | 29    |

### Classifica scalatori - Maglia a pois blu
| Pos. | Corridore        | Squadra  | Punti |
| ---- | ---------------- | -------- | ----- |
| 1    | Frederik Wandahl | Bora     | 73    |
| 2    | Dries De Bondt   | Alpecin  | 29    |
| 3    | Ryan Mullen      | Bora     | 21    |
| 4    | Juri Hollmann    | Movistar | 20    |
| 5    | Tim Wellens      | UAE      | 15    |

### Classifica giovani - Maglia bianca
| Pos. | Corridore        | Squadra     | Punti     |
| ---- | ---------------- | ----------- | --------- |
| 1    | Ethan Hayter     | Ineos       | 21h17'28" |
| 2    | Louis Barré      | Arkéa       | a 6"      |
| 3    | Matteo Jorgenson | Movistar    | a 7"      |
| 4    | Jesús David Peña | Jayco       | s.t.      |
| 5    | Sylvain Moniquet | Lotto Dstny | s.t.      |

### Classifica a squadre
| Pos. | Squadra               | Tempo     |
| ---- | --------------------- | --------- |
| 1    | Cofidis               | 63h52'55" |
| 2    | Ineos                 | a 16"     |
| 3    | EF Education-EasyPost | a 33"     |
| 4    | UAE Team Emirates     | a 1'22"   |
| 5    | Team Arkéa-Samsic     | a 1'50"   |